# Seznam dnů nezávislosti podle zemí

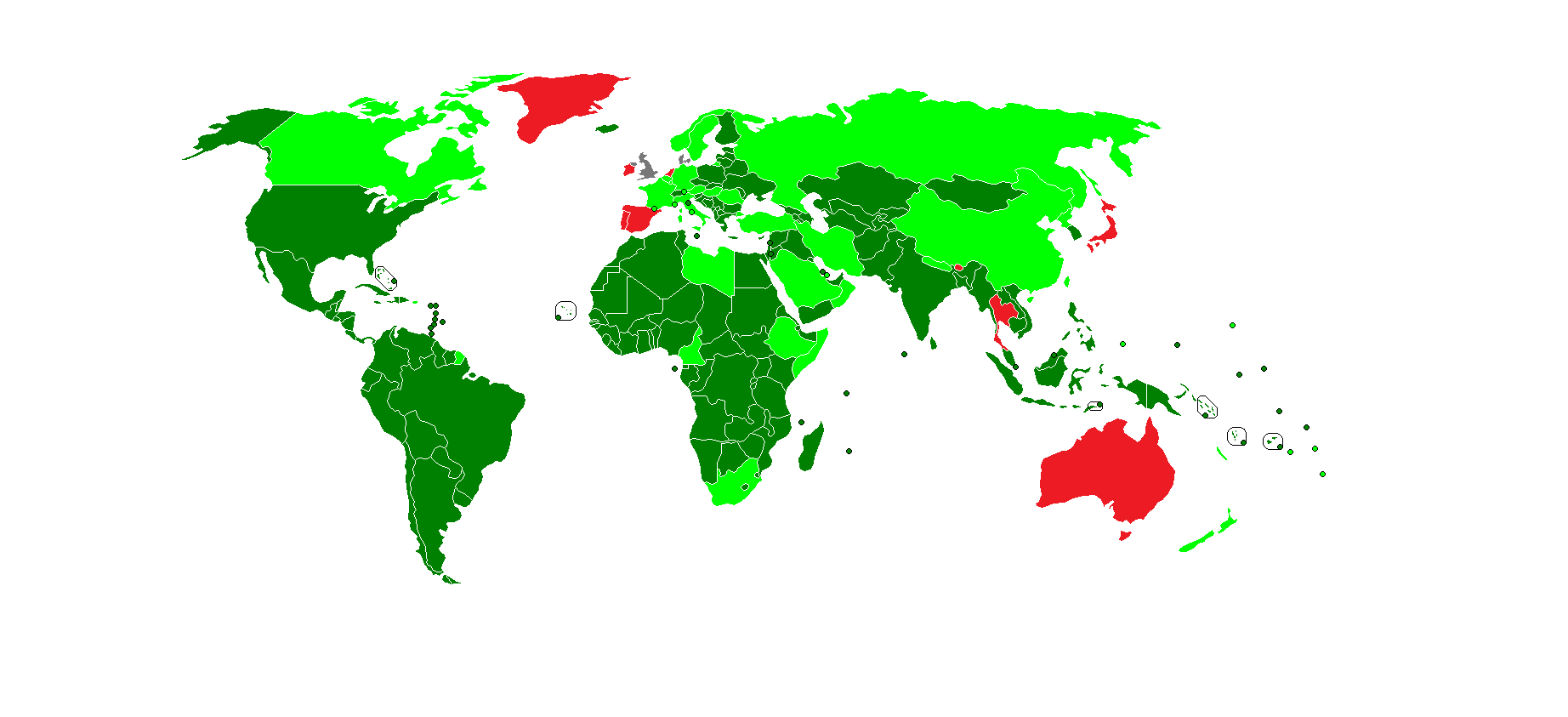
Tmavě zelená – národní den spojený s výročím nezávislosti.

Seznam dnů nezávislosti podle zemí je seznamem státních svátků připomínajících výročí kdy se daný stát nezávislým.
| Stát                                  | Datum                   | Významná událost |
| ------------------------------------- | ----------------------- | --- |
| Albánie                               | 28. listopad            | (Dita e Pavarësisë) Vyhlášený Ismailov Qemaliom v roce 1912 a znamenal konec padesátileté osmanské nadvlády. |
| Angola                                | 11. listopad            | Portugalsko uznalo nezávislost své kolonie v roce 1975. |
| Argentina                             | 9. červenec             | Nezávislost na Španělsku od roku 1816. |
| Austrálie                             | 1. leden                | Částečná nezávislost na Spojeném království v roce 1901. |
| Bangladéš                             | 26. březen              | Veřejné prohlášení nezávislosti na Pákistánu přes rádio během Bangladéšské války za nezávislost v roce 1971. |
| Botswana                              | 30. září                | Nezávislost na Spojeného království v roce 1966. |
| Burkina Faso                          | 5. srpen                | Nezávislost na Francii v roce 1960. |
| Brazílie                              | 7. září                 | (Sete de Setembro) Nezávislost na Portugalsku v roce 1822. |
| Burundi                               | 1. červenec             | Nezávislost na Belgii v roce 1962. |
| Federativní republika Střední Ameriky | 15. září                | Federace středoamerických států Guatemala, Honduras, Salvador, Nikaragua a Kostarika, které získaly samostatnost na Španělsku a Mexiku.                                                                            |
| Kanada                                | 1. červenec             | (Den Kanady) Částečná nezávislost na Spojeném království v roce 1867. |
| Kolumbie                              | 20. červenec            | Nezávislost na Španělsku v roce 1810. |
| Chorvatsko                            | 8. říjen                | Nezávislost na Jugoslávii. |
| Česko                                 | 28. říjen               | 28. říjen je vznik Československa a rozpad Rakousko-Uherska v roce 1918. |
| Východní Timor                        | 20. květen              | Nezávislost na Indonésii v roce 2002. |
| Estonsko                              | 24. únor                | Nezávislost na Rusku v roce 1918. |
| Finsko                                | 6. prosinec             | Nezávislost na Rusku v roce 1917. |
| Gambie                                | 18. únor                | Nezávislost na Spojeném království v roce 1965. |
| Ghana                                 | 6. březen               | Nezávislost na Spojeném království v roce 1957. |
| Řecko                                 | 25. březen              | Vyhlášení nezávislosti na Osmanské říši v roce 1821. (Řecká osvobozenecká válka) |
| Island                                | 17. červen              | Nezávislost na Dánsku v roce 1944. |
| Indie                                 | 15. srpen               | Nezávislost na Spojeném království v roce 1947. |
| Indonésie                             | 17. srpen               | Nezávislost na Nizozemsku v roce 1945. |
| Izrael                                | 14. květen              | (Jom ha-acma'ut) Hebrejský datum 5 Ijar (pokud nepadne na Sabat, kdy by to bylo 3.), což se stane obvykle na konci jara (květen). Gregoriánský datum, kdy byla v Izraeli vyhlášena nezávislost je 14. květen 1948. |
| Kazachstán                            | 16. prosinec            | Nezávislost na SSSR v roce 1991. |
| Keňa                                  | 12. prosinec            | Nezávislost na Spojeném království v roce 1963. |
| Severní Korea                         | 15. srpen               | Vyhlášení nezávislost Korejské lidově demokratické republiky v roce 1945. |
| Jižní Korea                           | 15. srpen               | Nezávislost na Japonském císařství v roce 1945. |
| Kyrgyzstán                            | 31. srpen               | Nezávislost ma SSSR v roce 1991. |
| Lotyšsko                              | 18. listopad 4. květen  | 18. listopad nezávislost na Rusku v roce 1918. 4. květen nezávislost na SSSR v roce 1990. |
| Libanon                               | 22. listopad            | Nezávislost na Francii v roce 1943. |
| Litva                                 | 16. únor 11. březen     | 16. únor nezávislost od Ruska v roce 1918. 11. března nezávislost na SSSR v roce 1990. |
| Malajsie                              | 31. srpen               | Nezávislost na Spojeného království v roce 1957. |
| Mali                                  | 22. září                | Nezávislost na Francii v roce 1960. |
| Mexiko                                | 16. září 6. květen      | Nezávislost na Španělsku v roce 1810 (Fiestas patřil) Nezávislost na Francii v roce 1862 (Cinco de Majo) |
| Mongolsko                             | 29. prosinec            | Nezávislost na čínské dynastii Čching v roce 1911. |
| Maroko                                | 2. březen               | Nezávislost na Francii v roce 1956 |
| Norsko                                | 17. květen              | Nezávislost na Dánsku v roce 1814 |
| Pákistán                              | 14. srpen               | Nezávislost na Spojeném království. |
| Panama                                | 3. listopad             | Nezávislost na Kolumbii v roce 1903. |
| Papua Nová Guinea                     | 16. září                | Nezávislost na Austrálie v roce 1975. |
| Paraguay                              | 15. květen              | Nezávislost na Španělsku v roce 1811. |
| Peru                                  | 28. červenec            | Nezávislost na Španělsku v roce 1821. |
| Filipíny                              | 12. červen              | (Araw ng Kalayaan) Nezávislost na Španělsku v roce 1898. |
| Polsko                                | 11. listopad            | (Święto Niepodległości) Obnovení nezávislosti Polska v roce 1918. |
| Rumunsko                              | 9. květen               | Nezávislost na Osmanské říši v roce 1877. |
| Rusko                                 | 12. červen              | (Den Ruska) Deklarace o státní svrchovanosti Ruské sovětské federativní socialistické republiky podepsaná 12. června 1990                                                                                          |
| Rwanda                                | 1. červenec             | Nezávislost na Belgii v roce 1962. |
| Srbsko                                | 15. únor                | Začátek Prvního povstání proti Osmanské okupaci v roce 1804. |
| Singapur                              | 9. srpen                | (Národní den) oddělení od Malajsie v roce 1965. |
| Slovensko                             | 17. červenec a 1. leden | První datum je prohlášení Deklarace nezávislosti (1992, jen památný den), druhý rozpad Československa (1993, státní svátek).                                                                                       |
| Slovinsko                             | 26. prosinec            | (Dan neodvisnosti) Datum vyhlášení oficiálních výsledků referenda o nezávislosti v roce 1990. |
| Srí Lanka                             | 4. únor                 | Nezávislost na Spojeném království v roce 1948. |
| Švýcarsko                             | 1. srpen                | Aliance proti Svaté říše římské v roce 1291. |
| Svazijsko                             | 6. září                 | Nezávislost na Spojeném království v roce 1968. |
| Tádžikistán                           | 9. září                 | Nezávislost na Sovětském svazu v roce 1991. |
| Trinidad a Tobago                     | 31. srpen               | Nezávislost na Spojeném království v roce 1962. |
| Tonga                                 | 4. červen               | Nezávislost na Spojeném království v roce 1970. |
| Turecko                               | 23. duben               | První zasedání tureckého parlamentu v roce 1923. |
| Ukrajina                              | 24. srpen               | Nezávislost na Sovětském svazu v roce 1991. |
| Spojené státy americké                | 4. červenec             | (Čtvrtý červenec) Nezávislost na Spojeném království v roce 1776. |